# 阿姆斯壯極限

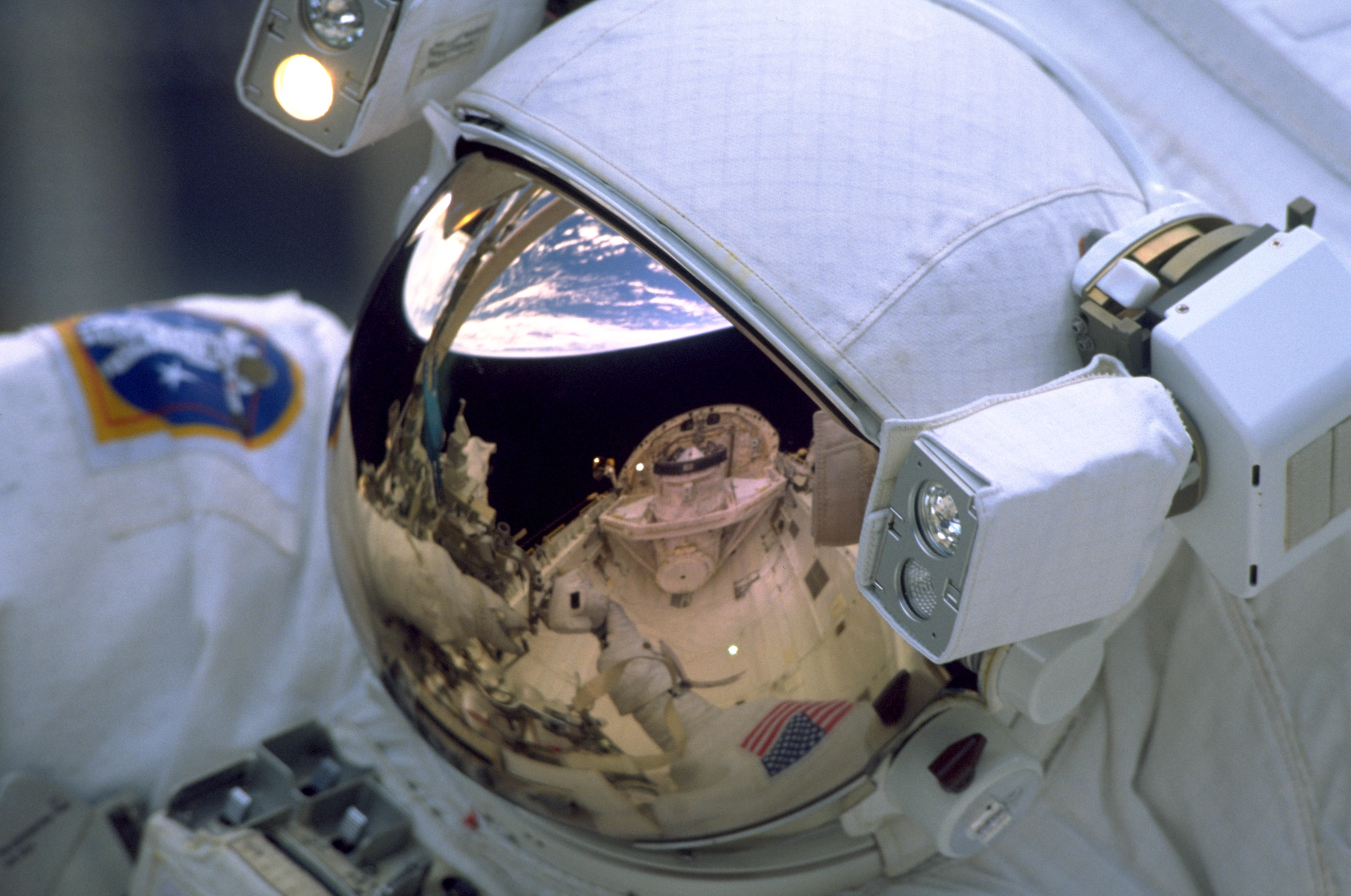
在超過阿姆斯壯極限、空氣稀薄甚至接近真空的環境中，人類需要太空衣之類的加壓設備保護才能生存。

阿姆斯壯極限（Armstrong Limit），或又稱為阿姆斯壯線（Armstrong Line），是一個航天名詞，意指在此特定的海拔高度上，由於周遭的大氣壓力過低（0.0618大氣壓）導致水的沸點也降低至接近人類的體溫（攝氏37度）。如果人類在沒有任何加壓措施的情形下超越此高度，包括淚水、唾液、眼球內的水分和保持肺泡濕潤的體液全都會在極短的時間內沸騰並蒸發逸失，導致肺部無法進行氧氣的交換而窒息。
阿姆斯壯極限的命名源自前美國空軍少將、身兼飛行員與醫生身份的哈瑞·喬治·阿姆斯壯博士（Harry George Armstrong，1899年—1983年）。依照地理位置與大氣環境的差異，阿姆斯壯極限通常位在18,900至19,350（62,010至63,480英尺）的高空中。